# Boris Nikolaevič Ponomarëv
Boris Nikolaevič Ponomarëv (in russo Борис Николаевич Пономарёв?; Zarajsk, 17 gennaio 1905, 4 gennaio del calendario giuliano – Mosca, 21 dicembre 1995) è stato un politico e storico sovietico.

## Biografia
Nato nel 1905, già nel 1919 divenne membro del Partito bolscevico e dell'Armata Rossa. Dal 1920 al 1926 ebbe ruoli direttivi nel Komsomol a livello territoriale. Nel 1926 si laureò all'Università di Mosca e nel 1932, dopo avere operato come funzionario del partito nel Donbass e nella RSS Turkmena, completò l'Istituto del professorato rosso, dove negli anni successivi avrebbe ottenuto la cattedra di storia e del quale sarebbe diventato direttore dal 1934 al 1937.
Dal 1936 al 1943 lavorò con Dimitrov alla guida del Comintern. Dal 1955 diresse il Dipartimento internazionale del Comitato centrale del PCUS e dal 1957 il Dipartimento per i rapporti con i partiti comunisti occidentali, fino al 1986.
Membro del Comitato Centrale del PCUS dal 1956 al 1989, fece parte della Segreteria dal 1961 al 1986 e fu candidato membro del Politburo dal 1972 al 1986. Fu inoltre membro dell'Accademia delle scienze dell'URSS, dapprima come corrispondente (1956) e poi come accademico (1962) del dipartimento di scienze storiche.

## Testi tradotti in italiano
- Sulla politica dei socialdemocratici di destra, «Pravda», 5 giugno 1947, contenuto in G. Santanché, Una rivoluzione fallita, Mursia, 1978, pp. 168-174.
- La situazione mondiale e il processo rivoluzionario, contenuto in G. Santanché, Una rivoluzione fallita, Mursia, 1978, pp. 224-237.